# Román Királyság
A Román Királyság alkotmányos monarchián alapuló román állam volt 1881. május 10. és 1947. december 30. között. Az ország az Orosz Birodalom segítségével vívta ki önállóságát a román függetlenségi háborúban 1877–1878-ban. A királyságot 1881. március 13-án hirdették ki, az ország első királya pedig I. Károly lett. Az állam utolsó királya I. Mihály volt 1947. december 30-ig, amikor a Szovjetunió által hatalomra segített román kommunisták megszüntették a királyság intézményét.
Az ország részt vett a második Balkán-háborúban, ahol Bulgária legyőzése után megszerezte Dobrudzsa területét. Románia 1916. augusztus 27-én lépett be az első világháborúba, miután az antant tíz nappal korábban neki ígérte a Tisza vonaláig tartó területet. Az osztrák-magyar és német csapatok azonban hamarosan kiverték a román sereget Erdélyből, és a kormány Moldvába volt kénytelen menekülni miután Bukarest elesett. A románok végül különbékét kértek, ám a világháború végén ismét hadat üzentek. A Román Királyság a trianoni békeszerződésben megkapta Erdélyt és Partiumot, valamint nemsokára megszerezte Besszarábiát és Bukovinát is. Az ország ezután a kisantant egyik alapító tagja lett.
A második világháborúba való belépése előtt a második bécsi döntés eredményeképpen Észak-Erdély visszakerült Magyarországhoz, ezen kívül pedig Bulgária visszaszerezte Dobrudzsa déli részét, a Szovjetunió pedig megszállta Besszarábiát. Az ország 1941-ben lépett be a világháborúba a tengelyhatalmak oldalán Ion Antonescu marsall vezetése alatt. I. Mihály a közeledő szovjet csapatok miatt 1944-ben puccsal megdöntötte a marsall uralmát és a szövetségesekhez állt. A háború vége után Észak-Erdély ismét az állam része lett. A szovjet megszállás azonban elősegítette a kommunista hatalomátvételt, és 1947. december 30-án a Román Királyság megszűnt létezni.

## Létrejötte
A Románia elnevezés először nyomtatásban 1816-ban jelent meg újgörög nyelven, az első román nyelvű említésre 1838-ig várni kellett. A fogalom alatt jelölt Moldva és Havasalföld évszázadokon keresztül oszmán hűbéresként létezett, ám az 1850-es években ez már csupán névleges hatalmat jelentett a két állam felett. A párizsi békeszerződés 1856-ban arra kényszerítette az Oszmán Birodalmat, hogy egyesült fejedelemségként ismerje el az országot. Ez ténylegesen azonban csak 1859-ben jött létre, mindkét román fejedelemség Alexandru Ioan Cuzát választotta meg fejedelemnek. Cuza ideje alatt indultak meg a polgári átalakulás folyamatai, ennek első lépése a jobbágyfelszabadítás volt, majd a liberális államszervezet kiépítése követte.
A központi román hatóságok létrehozása azonban csak 1862-ben történt meg, és Bukarest is ekkor vált az ország fővárosává. A létrehozott törvények igen liberálisak és haladónak számítottak: például az 1862-es sajtótörvény tiltotta az előzetes cenzúrát és elvetette az előzetes lapengedélyek kérelmét, így lehetetlenné téve a politikai és időszaki lapok betiltását. Románia első alkotmánya, amely a Belga Királyság 1835-ös alkotmányának fordítása volt, 1866 nyarán lépett életbe az országban. Ez létrehozta a parlamentarizmus alapjait és az állampolgároknak széles szabadságjogokat biztosított.
1866. február 23-án összeesküvők államcsínyt hajtottak végre, és megfosztották Cuzát trónjától. Lemondása után a konzervatívok és liberálisok koalíciója létrehozta a helytartótanácsot, amely a trón betöltéséig irányította az országot. Az államcsíny napján az országgyűlés Fülöp belga herceget választotta meg a trónra. A törökök azonban azonnal tiltakozásukat fejezték ki, és követelték egy konferencia összehívását. Időközben Ion Brătianu megnyerte a trónra Karl von Hohenzollern-Sigmaringen porosz herceget, akit Fülöp elutasítása után a románok népszavazása is elfogadott. A közeledő porosz–osztrák–olasz háború miatt pedig a törököket is sikerült arról meggyőzni, hogy Károly trónra kerülése elsősorban osztrákellenes éllel történt, így a nagyhatalmak és Törökország 1867-ben elfogadták az új helyzetet.
I. Károly 1877. május 10-én kikiáltotta az Egyesült Román Fejedelemség függetlenségét, és orosz támogatással legyőzte az Oszmán Birodalom csapatait. Románia így teljesen független országgá vált. 1878-ban, a háborút lezáró békében Andrássy Gyula javaslatára Romániához csatolták Dobrudzsa nagy részét, ám az orosz támogatásért cserébe le kellett mondaniuk Besszarábia déli részéről az Orosz Birodalom javára. A három birodalom közé ékelődő ország Franciaországtól vette át a kulturális, oktatási és adminisztratív modelleket. A román polgári törvénykönyv, amely 1866. december 1-jén lépett hatályba, például a Code Civil teljes átvétele volt, mindössze pár apró módosítással.

## Régi Királyság (1881–1918)
1881. május 10-én kiáltották ki a Román Királyságot, első királya pedig Karl von Hohenzollern-Sigmaringen lett Károly néven. Habár az erdélyi románság kérdését a hazai értelmiség folyamatosan napirenden tartotta, a Monarchiával való kapcsolatok nem emiatt, hanem a Duna-kérdés kapcsán romlottak meg. A berlini szerződés ugyanis kötelezte Romániát arra, hogy végezzen el minden munkálatot a Vaskapu-szoros és Galați között, hogy az itteni Duna-szakasz is elérhető legyen a nemzetközi hajózás számára. Károly király 1881. november 27-én mondott beszédében ezzel ellentétes álláspontot fogalmazott meg, amire válaszul a Monarchia hazarendelte bukaresti nagykövetét, és a viszony csak az elégtétel megadása után állt helyre. 1882-ben ismét felerősödött az osztrák–magyar szövetség gondolata, és 1883-ban titkos szerződést írtak alá az Osztrák–Magyar Monarchiával, amely arra kötelezte Romániát, hogy háború esetén teljes haderejével a Monarchia segítségére siessen. Az egyezményt ötévente hosszabbították meg, legutolsó alkalommal 1913-ban.
1885-ben a román ortodox egyház is függetlenné vált, ezzel végleg függetlenítve Romániát a külső befolyástól.
Habár Románia ezekben az időkben nagy pénzügyi és katonai fejlődésen esett át, a társadalmi problémák döntő többségét nem sikerült megoldani. Ezért 1888-ban nagyszabású parasztfelkelésre, míg 1907-ben valóságos parasztháborúra (lásd román parasztháború) került sor, amelyeket elfojtottak. A második lázadásnak mintegy 10 000 áldozata volt.
Az 1913-as második Balkán-háborúban való részvétellel Romániának sikerült megszereznie a korábban Bulgáriához került Dél-Dobrudzsát, ezzel újabb két megyével gyarapodott az ország területe.

### Első világháború
I. Károly király 1914. július 31-én levelet kapott II. Vilmos német császártól, augusztus 1-jén pedig I. Ferenc Józseftől, amelyben sürgették őt, hogy lépjen hadba a központi hatalmak oldalán. A Sinaiában összeülő koronatanács azonban a kivárás mellett döntött. A király felszólítása ellenére nem szavazták meg a hadba lépést, és nem sokkal Olaszország után Románia is deklarálta fegyveres semlegességét. Nagy segítségükre volt ebben az, hogy az 1883-as egyezmény szövege szerint csak nem provokált akció esetén kell Romániának belépnie a háborúba.
A román vezetés döntésében szerepet játszhatott az is, hogy az antant már július 30-án közölte, hajlandó támogatni az ország területi követeléseit Erdélyben, ha a románok hátba támadják a Monarchiát. Románia ettől kezdve intenzív fegyverkezésbe kezdett, hogy hadserege készen álljon az első világháborúba való belépésre. Az ország hadba lépéséig mindkét fél igyekezett megnyerni magának a románok támogatását: míg az antant a területi igények kielégítésével, addig a központi hatalmak gazdasági eszközökkel. Az 1915-ben bonyolított 903 millió lejes román exportból 433 milliót a Monarchiába, míg 266 milliót a Német Császárságba szállítottak.
1915–1916 során Románia több tárgyalást is folytatott az antant képviselőivel, és a döntő elhatározásra 1916 júniusában került sor. Június 4-én indult meg Alekszej Bruszilov tábornok vezetésével a Bruszilov-offenzíva, amely váratlanul érte a Monarchia csapatait, és jelentősen visszaszorította őket. Ezután mindkét oldalról nőtt a nyomás a román kormányra, hogy lépjen be a háborúba. Az antant fontos személyiségei is egyre sürgették a románokat, így Ion I. C. Brătianu miniszterelnök végül engedett. 1916. augusztus 17-én az antant és Románia vezetői egy titkos szerződést írtak alá, amely a Tisza vonaláig a románoknak ítélte a Monarchia és a Magyar Királyság területeit, és kikötötte, hogy egyik fél sem köthet különbékét.
1916. augusztus 27-én este kilenc órakor került sor a román hadüzenetre az Osztrák–Magyar Monarchia ellen. A román hadsereg katonái még egy fél órával a hivatalos hadüzenet előtt támadást indítottak a magyar határőrök ellen, könnyedén legyőzve a gyanútlan katonákat. Mintegy félmillió román katona kezdte meg Erdély megszállását, ám az előrenyomulás mértéke sehol sem haladta meg a 70 km-t, és a támadás hamar kifulladt. A német és osztrák–magyar csapatok október végére ismét saját határaikon belülre szorították a román sereget.
A románok ellen indított offenzíva igen gyorsan haladt és 1916 decemberére a központi hatalmak elfoglalták Bukarestet is. Románia területének mintegy háromnegyede került német megszállás alá. Bár a központi hatalmak több támadást is indítottak, az oroszok által támogatott románok stabilan megvetették lábukat Moldvában. Ez az állapot csak akkor változott, amikor Oroszország az 1917-es oroszországi bolsevik forradalom hatására előbb fegyverszünetet kért, majd megkötötte a breszt-litovszki békét. A románok számára világossá vált, hogy a harcot nem folytathatják, ezért békét kértek.
A bukaresti békében több területi veszteség is érte Romániát: 5,6 ezer km² Kárpátok menti gyéren lakott területet és egész Dobrudzsát át kellett adnia a Monarchiának, illetve Bulgáriának. Azonban a béke hatására gyarapodott is, ugyanis hallgatólagosan elismerték Románia egyesülését Besszarábiával. Ezen kívül Románia hatálytalanította korábbi titkos szerződését az antanttal, és vállalta, hogy a Vörös Hadsereggel harcoló egységeit kivéve leszereli a hadseregét, a gyakorlatban azonban ezt nem hajtották végre. Ezen kívül több gazdasági hátrány is érte volna a béke alapján az országot, ugyanis a teljes kőolajtermelés német kézbe került volna. Románia ezen kívül lemondott minden további Magyarország és Bulgária elleni területi követelésről. A békét azonban soha nem iktatták be a román törvények közé, és miután a Németország letette a fegyvert az antant előtt 1918. november 11-én, érvénytelenné nyilvánították.

## A két világháború között

### Besszarábia, Bukovina és Erdély

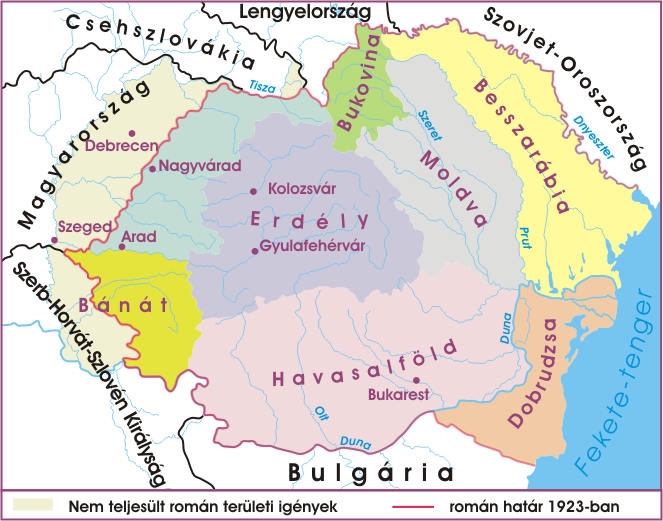
Nagy-Románia területi egységei

Besszarábia 1918. január 24-én kikiáltotta függetlenségét Oroszországtól, és április 9-én (a régi időszámítás szerint március 27-én) a román csapatok bevonulása után megszavazta Romániához való csatlakozását. Ez volt az első terület, amelyet a többszörösére növekvő Románia magához csatolt.
1918. november 15-én Románia hivatalosan is egyesült a 19. században Ausztriához került Bukovinával. November 25-én a román csapatok a belgrádi fegyverszünet alapján elkezdték Erdély megszállását, és mivel a magyar kormány nem tanúsított ellenállást, így december 1-jén a gyulafehérvári Román Nemzeti Tanács kikiáltotta a terület egyesülését Romániával. Azonban ez a nyilatkozat nem csak Erdélyt, hanem Bánátot és a Tiszántúlt is örök időkre Románia részévé nyilvánította. Ezt a román törvényhozás másfél évvel a trianoni békeszerződés előtt be is cikkelyezte, így jogi alapot adva a megszállásnak.
December 15-én a román csapatok francia engedéllyel átlépték a belgrádi fegyverszüneti egyezményben meghatározott demarkációs vonalát, hogy megszállják Kolozsvárt. A román erőkkel szemben felsorakozó gyenge magyar hadsereg és a Székely Hadosztály csupán lassítani tudta az előrenyomulásukat. Így december 24-én a román erők mintegy 4000 katonája vonult be Kolozsvárra. A front itt három hétig állt, majd 1919. január 19-én a románok Georges Clemenceau ellenkező táviratát figyelmen kívül hagyva ismét támadásba lendültek, és újabb területeket szálltak meg a Máramarossziget-Nagybánya-Zilah-Csucsa vonalig.
A március 20-i Vix-jegyzék újabb területeket juttatott volna Romániának, ám a Károlyi Mihály-kormány nem volt hajlandó elfogadni azt, és lemondásával megnyílt az út a bolsevikok hatalomátvétele felé. Ennek hírére mind Csehszlovákia, mind Románia felkészült a katonai intervencióra a Magyarországi Tanácsköztársaság ellen. A román erők április 16-án indítottak támadást az Alföldön és a hónap végére az egész Tiszántúlt megszállták. Az északi hadjárat visszavonása után a román ígéretek be nem tartása miatt a meggyengült Vörös Hadsereg július 20-án megtámadta a román csapatokat. Ők a támadást napok alatt szétzúzták és ellentámadásba mentek át. Augusztus 4-én pedig a román katonák megszállták Budapestet is.
A megszállt területen a románok komoly fosztogatásba kezdtek, és a MÁV gördülőállományának mintegy felét rekvirálták el, a megszállásuk alá eső területeken lévő bakterházak teljes felszerelésével együtt. Ezen kívül gyárak berendezéseit és élelmiszert is eltulajdonítottak és a fosztogatást a román katonák erőszakoskodása kísérte. Amikor az antant megelégelte a románok fosztogatásait és a magyar belpolitikába való beleszólásra tett igyekezetüket, nyomást fejtettek ki a Román Királyságra, hogy vonja vissza erőit. A románok november 24–26. között kiürítették Budapestet és fokozatosan a Tisza vonaláig vonultak vissza. A Tiszántúlt azonban csak 1920. március 30-án ürítették ki a román csapatok. Románia területi szerzeményeit az 1919. szeptember 10-én kötött saint-germaini és az 1920. június 4-én kötött trianoni békeszerződés véglegesítette. Románia területe ezzel 140 ezerről 297 ezer négyzetkilométerre, lakossága 9 millióról 18 millióra, ipari kapacitása pedig két és félszeresére növekedett.

### A kisantant létrehozása
„Románia az egyetlen ország, amelyet Európában senki sem vesz komolyan. Amikor az államférfiak és barátaik 1919-ben a legjobb párizsi szállodákban laktak és a szerződésen munkálkodtak, melyeknek az volt a feladata, hogy európaivá tegye a Balkánt, és amely végül Európát tette balkánivá, a románok bevetésre kész gyorsbeszélők és történelmi precedensidézők válogatott kollekcióját vonultatták fel. Amikor ezek már mind elmondták a magukét, és a szerződések aláírása következett, kiderült, hogy a románok megkapták minden iránybéli szomszédaiknak mindazokat a területeit, amelynek nevét román küldött valaha is kiejtette a száján. A szerződés aláírói valószínűleg ezt sem tartották nagy árnak azért, hogy megszabaduljanak a tüzes román honfiak jelenlététől. Mindenesetre most Románia kénytelen fenntartani Európa legnagyobb békehadseregét, hogy megfékezze a lázongó újrománjait, akiknek egyetlen vágyuk, hogy ne kelljen románnak lenniük.”
Ernest Hemingway, The Toronto Star Weekly, 1923. szeptember 15.
A Párizs környéki békeszerződésekkel Jugoszlávia, Csehszlovákia és a Román Királyság területei jelentősen megnövekedtek, főleg Magyarország kárára. Mivel mindhárom félnek azonos érdeke volt minden területi változtatás megakadályozása a régióban, így hamar felismerték egy közös szerződés jelentőségét. A három ország 1920 februárjában memorandumban rögzítette a Magyarországgal szemben fennálló területi követeléseiket. Ezt követte egy közös jugoszláv–csehszlovák védelmi szerződés augusztus 14-én, amely elsősorban Magyarország ellen irányult.
Ezt követte 1920. augusztus 17–19-én egy megállapodás Edvard Beneš és Take Ionescu román külügyminiszter között, amelyben megállapodtak a kölcsönös segítségnyújtásról egy magyar támadás esetén. A román politikusok ki kívánták terjeszteni a kisantantot Lengyelországra és Görögországra is. Ez előbbivel 1921. március 3-án kötöttek segítségnyújtási szerződést a Szovjetunió esetleges agressziója ellen, a keleti határok védelmére. A szövetség végleges formáját IV. Károly magyar király ún. második királypuccsa után kapta. Április 23-án sor került a csehszlovák-román szerződésre. A három ország együttműködését megalapozó szerződések közül az 1921. június 7-én kötött jugoszláv-román konstruktív együttműködésről szóló konvencióval lett teljes a sor, és így ténylegesen megalakult a kisantant.

### Románia kisebbségpolitikája

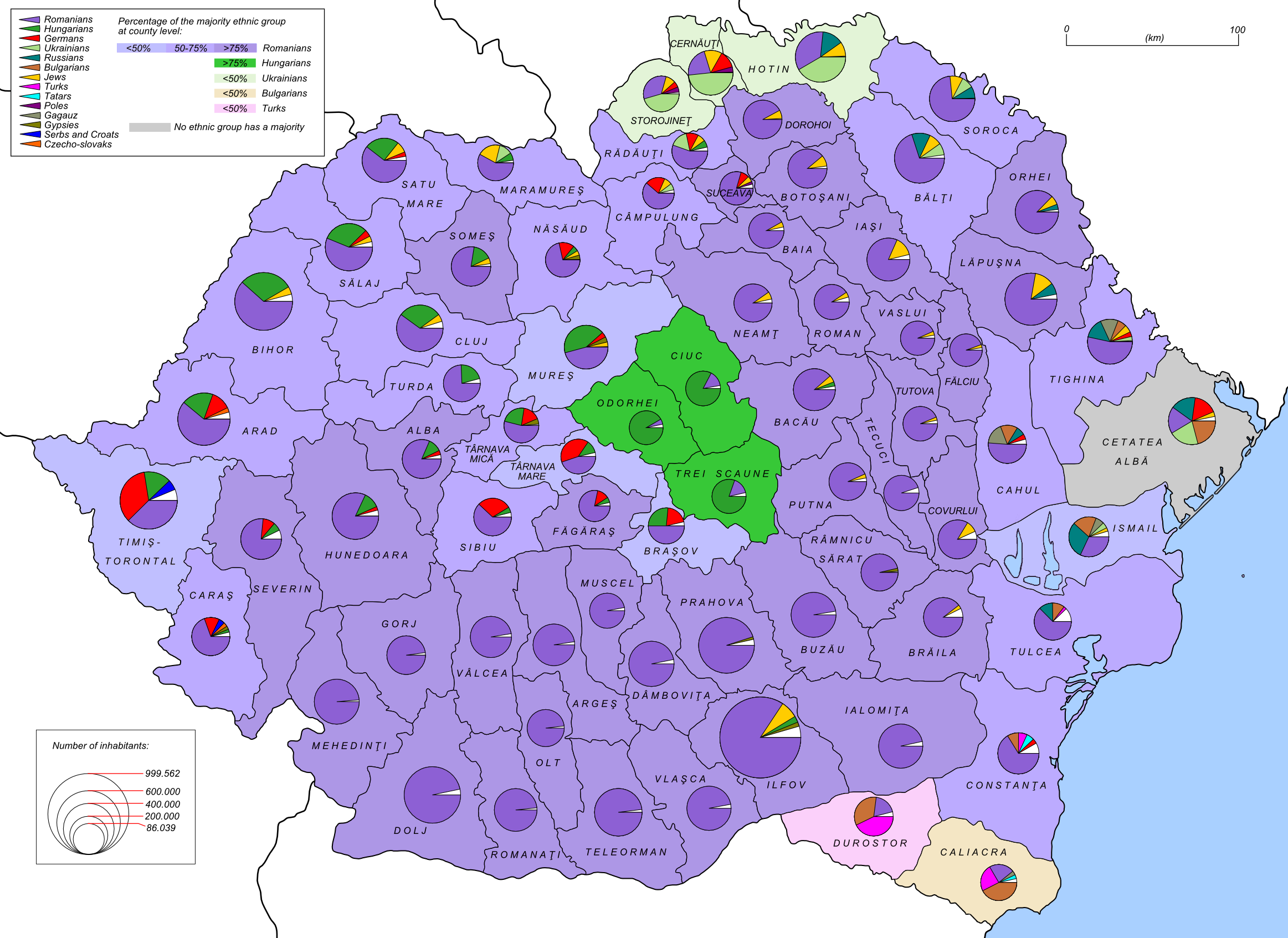
Az 1930-as romániai népszámlálás adatait tükröző etnikai térkép

Bár az ország több mint kétszeresére növelte területét és lakosságát, mégis sok probléma mutatkozott. Ezek közül a legnagyobb az ország soknemzetiségűvé válása volt, a lakosságnak már csak kétharmad része volt román nemzetiségű. A régi román területek fejlettségben jóval az új szerzemények (főleg Erdély) mögé szorultak, ám a politikai elit mégis ezekről a területekről került ki. Így fő gondja a nemzeti egység megteremtése volt, amelyet a nemzetiségek elnyomásával és központosítással kívántak elérni. Ennek szellemében magas pozíciót csak román származású ember tölthetett be. A gyors asszimilálódás érdekében igyekeztek a kisebbségeket minél inkább elrománosítani, a nemzetiségi kérdés gyors megoldása érdekében.
Ebben a légkörben született meg az 1923-as alkotmány. Mindez a 19. században elterjedt francia nemzetállami modellt és eszmét kívánta megvalósítani soknemzetiségű körülmények között. Magyar szempontból súlyos következményei voltak az 1923-as földreformnak. A földosztások nemcsak az erdélyi magyar földbirtokosok gazdasági pozícióit gyengítették meg, hanem a magyar egyházak, kulturális és oktatási intézmények birtokállományának jelentős részét is kisajátították, míg a kedvezményezettek a román lakosság soraiból kerültek ki. A román-magyar határ mentén, a Partiumban konkrét román telepítésekre is sor került.
A trianoni békeszerződés aláírása után az erőszakosan románosító nemzetpolitika hatására sorra jelentek meg a „Csak románul beszéljenek!” feliratok a közintézmények és hivatalok falán. A kisebbségek anyanyelvének használatát tiltó sorozatos akciókat tetőzte az 1936. március 27-én életbe lépett új közigazgatási törvény, amely már egyenesen szigorú és megtorló intézkedések egész sorát írta elő az anyanyelv használatáért. 1938-ban ugyan megszületett a Kisebbségi Statútum, de kevés jelentőséggel bírt. Némi változás az anyanyelvhasználat terén 1938 után volt észlelhető, de ezt a sürgető intézkedést is csupán külpolitikai érdekek hatására hozták meg.

### A román belpolitika válsága

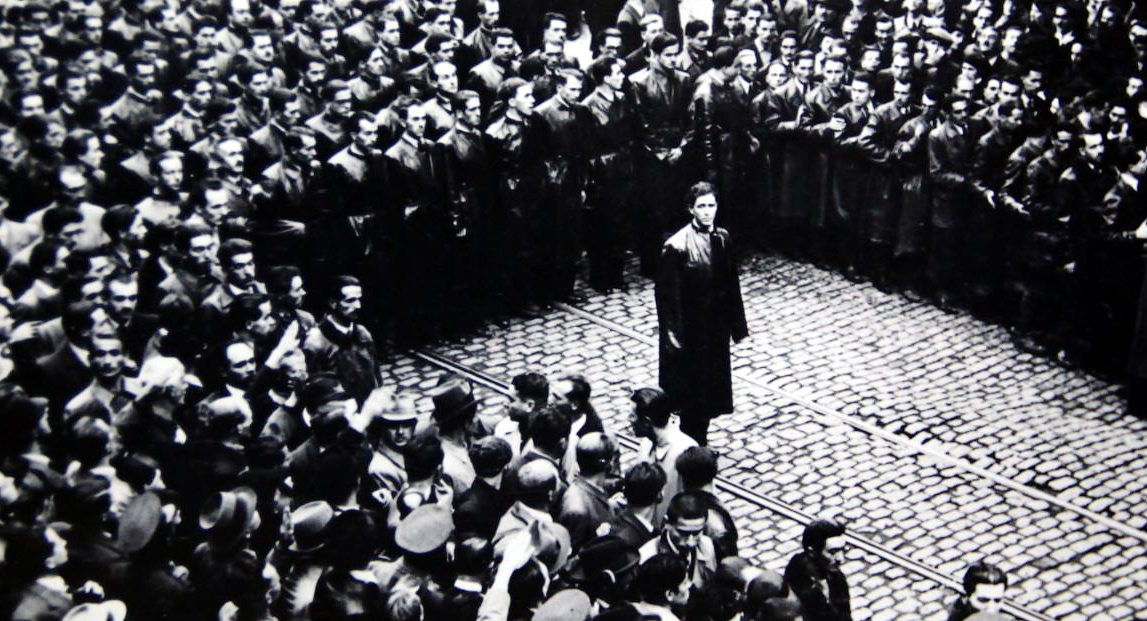
Codreanu a Vasgárda legionáriusainak felvonulásán 1937-ben

Az első világháborút követően a román vezetésnek különböző hagyományú és gazdasági fejlettségű területeket kellett integrálnia. Mivel az egység megteremtését követően a regáti politikai elit szerezte meg a legfontosabb pozíciókat, a román értelmiség és polgárság – különösen az óromániaiaknál iskolázottabb és a Magyar Királyságban 1918 előtt is politikai képviselettel rendelkező erdélyi románok – nem feltétlenül találták meg a számításukat. A földosztás nem változtatott a román parasztság többségének életszínvonalán, ráadásul európai viszonylatban rendkívül alacsony volt az írni és olvasni tudók aránya. Bár Iuliu Maniu vezetésével két párt fúziójából létrejött a Nemzeti Parasztpárt, a liberális párt 1928-ig változatlanul kormányon maradt.
A nemzeti liberális párt meghatározó szerepe ellenére a parlamentáris demokrácia korlátozottan működött, a közéletet kétséges tisztaságú választások és az erőszakszervezetek durva fellépései jellemezték. A nemzeti retorika magyarellenességgel és antiszemitizmussal egészült ki, amit a korábban az Osztrák-Magyar Monarchián belül politizáló Octavian Goga vagy Alexandru Vaida-Voevod szélsőjobb felé fordulása mutatott. Tovább bonyolította a helyzetet, hogy az 1925-ben trónöröklési jogáról lemondó II. Károly király 1930-ban felszámolta a régenstanácsot és visszaszerezte hatalmát. A román király csodálta Benito Mussolini autokratikus hatalomgyakorlását, emellett a Balkán valamennyi politikai és gazdasági válsággal sújtott országa az egyszemélyes, monarchikus diktatúra irányába fordult. (I. Sándor jugoszláv király 1929-ben betiltotta a délszláv királyság valamennyi politikai és nemzeti pártját, Bulgáriában pedig 1935 és 1943 között a cár kezében összpontosult a hatalom.)
A olasz fasizmusnak és a németországi nemzetiszocializmusnak egyaránt megtalálhatóak voltak a romániai követőik. Ezek az irányzatok a gyenge középosztály és a kisszámú ipari munkásság miatt elsősorban a román etnikumú parasztságot akarták megnyerni. A szélsőséges Vasgárda alapját adó politikai mozgalmat Corneliu Zelea Codreanu 1927-ben, a Légió paramilitáris ágát 1930 márciusában hozta létre. A vasgárdisták több száz politikai gyilkosságot követtek el, amire a királypártiak a vasgárdista vezetők likvidálásával válaszoltak. Maniu a parasztpárt parlamenti pozíciójának erősítése és a királypártiak élre törésének megakadályozása reményében 1937-ben olyan választási paktumot kötött, amelynek tagja volt a szélsőséges Vasgárda is. II. Károly 1938 februárjában úgy szüntette meg a Vasgárda jelentette fokozódó politikai veszélyt, hogy korporalista királyi diktatúrát vezetett be. 1938 decemberében az akkor feloszlatott pártok helyett létrehozta a társadalmi reformprogramot hirdető Nemzeti Újjászületési Frontot (Frontul Renașterii Naționale), amelynek ő lett a vezetője.

## A második világháborúban

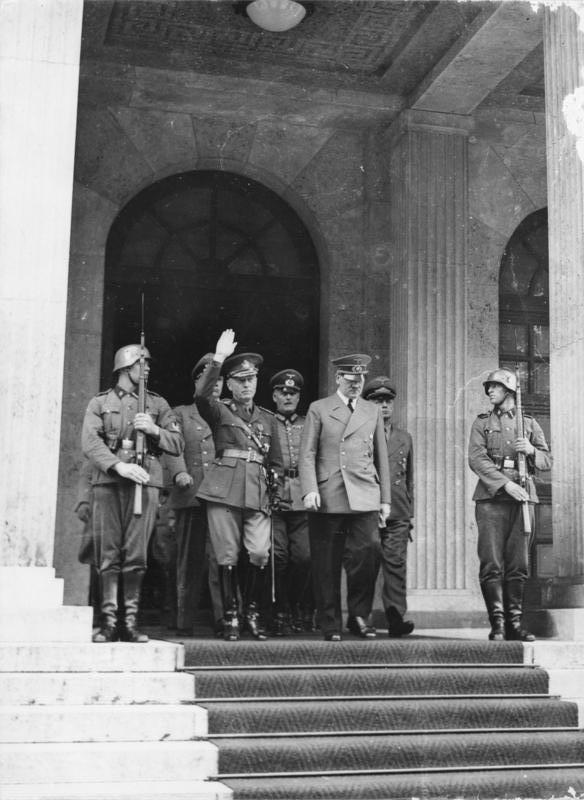
Ion Antonescu román diktátor Adolf Hitlerrel 1941. június 10-én Münchenben

Jóllehet Románia Lengyelország és a nyugati hatalmak szövetségesének számított – a lengyelek az 1939-es német támadást követően a romániai hídfő irányába, majd román területre akartak visszavonulni, – a konfliktusban semleges maradt, sőt a lengyel politikai és katonai vezetés Romániában tartózkodó tagjait internálták. Lengyelország német és szovjet megszállása ráébresztette a román vezetést, hogy nem bízhat a francia és brit garanciákban.
A román külpolitika német orientációja 1940-ben jött létre, amikor az országot több területi veszteség érte. Az 1939-es Molotov–Ribbentrop-paktum alapján 1940. június 28-án a Szovjetunió birtokba vette Besszarábiát és Észak-Bukovinát, román állampolgárok tízezreit internálva. Ezzel egyidejűleg a craiovai román–bolgár szerződés értelmében Dél-Dobrudzsa visszakerült Bulgáriához. Míg a szovjet és bolgár területi követeléseket a románok teljesítették, addig a magyar diplomácia revíziós szándékait elutasították, a magyar-román határ mindkét oldalán katonai felvonulás kezdődött. Román felkérésre, német és olasz határozat alapján a második bécsi döntés értelmében ugyanebben az évben Magyarországhoz került Észak-Erdély és a Székelyföld.
Az 1940-es év külpolitikai kudarcai belpolitika bizonytalansággal párosultak (vasgárdista és kommunista) eszmék terjedése). II. Károly 1940. szeptember 4-én Ion Antonescut nevezte ki miniszterelnöknek. Károly kénytelen volt lemondani a trónörökös, Mihály javára, ezáltal a királyi diktatúrát felváltotta Antonescu rendszere, aki német orientációjú, szélsőjobboldali kormány élén állt, lehetővé tette a német csapatok Romániába való bevonulását, emellett a Vasgárdát rendfenntartó erőként alkalmazta (mely 1940–1941 során a zsidó és dél-erdélyi magyar lakosság elleni támadásokkal járt). 1941. január 27-én fellázadt a Vasgárda, azonban Antonescu vérbe fojtotta a felkelést, majd egy kézben összepontosította az állam- és kormányfői hatalmat. Antonescu belpolitikai sikerét a náci Németországnak köszönhette (Hitler Románia stabilitását, a katonai diktatúrától várható fegyveres és gazdasági segítséget többre tartotta az ideológia szempontoknál, a vasgárdisták nemzetiszocializmus iránti vonzalmánál).

### Románia háborús részvétele

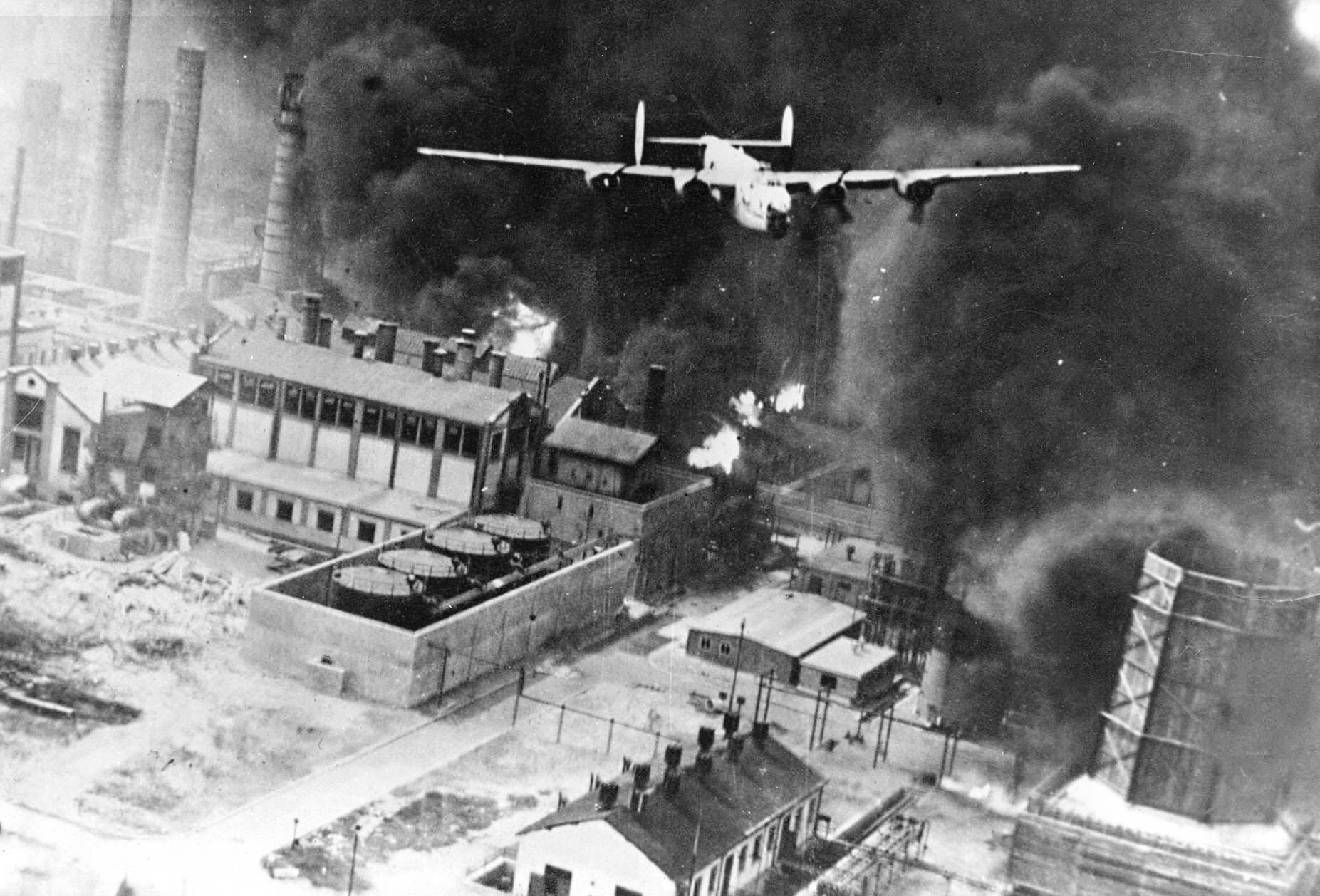
Amerikai B–24 Liberator nehézbombázó a Ploieștiben lévő olajlétesítmények elleni légicsapásban, 1943. augusztus 1.

Románia a németek oldalán vett részt a Szovjetunió elleni háborúban. A román vezetés a háború ideje alatt összesen egymillió katona bevetésével felülmúlta a magyar háborús részvételt (1941-ben a hadsereg felét küldték ki a frontra, míg a magyarok 1942-ben a három hadsereg közül egyet), emellett a hadigazdaság szempontjából nélkülözhetetlen kőolajat, továbbá élelmiszert szállított Németország részére. A második világháború pusztításaiban körülbelül 800 000 civil és katona vesztette életét Romániában.
A keleti frontot megnyitó 1941-es támadásban a Dél Hadseregcsoport részeként a 3. és a 4. román hadsereg vett részt. A román vezetők célja kettős volt: egyfelől meg akarták szerezni Észak-Bukovinát, Besszarábiát és Transznyisztriát, továbbá a németeknek nyújtott támogatás fejében a magyaroktól vissza akarták kapni Észak-Erdélyt. (A nyugati hatalmakhoz, illetve a szovjetekhez közel állók nem támogatták a Dnyeszteren túli területek elfoglalását.) A román hadvezetés kénytelen volt szembenézni az odesszai csata, a Krímért való harc és az elhúzódó szevasztopoli ostrom veszteségeivel, mely rávilágított a katonai felszerelés, az utánpótlás és a motiváció hiányosságaira. A sztálingrádi csata a 3. és 4. román hadsereg összeomlását okozta – a Vörös Hadsereg a 6. német hadsereg bekerítését a román arcvonal áttörésével tudta megvalósítani, – legkevesebb 200 000 román katona esett el, sebesült meg vagy esett fogságba.

### A „végső megoldás”-ban való részvétel
A Conducător Németország leghűségesebb csatlósának vallotta magát. Az elfoglalt besszarábiai és transznyisztriai területeken élő zsidókat potenciális szovjet kémnek tekintették, csakúgy, mint a „régi Romániában” lakókat. 1940. június 19-én Antonescu 40 000 romániai zsidó deportálását rendelte el városi gettókba és elkülönítő táborokba. Június 27. és június 29. között a jászvásári pogrom során mintegy 15 000 zsidót megöltek a román hatalmi szervek.
Antonescu a hadsereget könyörtelenségre szólította fel annak érdekében, hogy megszabaduljon a bukovinai és besszarábiai zsidóktól. Ennek következtében több mint 310 000 zsidót űztek el az említett területekről román és német katonai egységek román, illetve ukrán civilek segítségével. Szeptember 15-én a Conducător elrendelte 150 000 túlélő koncentrációs táborokba és gettókba zárását a németek által megszállt Ukrajna transznisztriai részén – itt a háború során 80 000 európai zsidót végeztek ki a nácik és csatlósaik. A 150 000 főből mindössze ötvenezren élték túl a deportálást (ők 1943 decemberétől a szovjetek közeledtére hazatelepülhettek). 1941. október 22-én az ogyesszai parancsnokságnál történt robbantás hatására Antonescu 200 fő kivégzését rendelte el minden egyes román és német tisztért. Másnap a városban 25000 helyi zsidót végeztek ki a partizánok akcióját megbosszulandó.
Összességében elmondható, hogy a Romániában háború előtt élő 760 000 zsidó közül 420 000 halt meg, főleg Besszarábiában, Bukovinában és a Magyarország részét képező Észak-Erdélyben (itt a német megszállás idején). Románia magterületén azonban Antonescu nem engedélyezte a tömeges deportálásokat, félve, hogy gazdasági összeomlást okozna. (Bár Antonescu személyes felelősségéről voltak viták, 280 000–380 000 zsidó halálért tartják felelősnek. Közvetlen felelősségét egy bizottság állapította meg, amelyet a Nobel-békedíjas Elie Wiesel vezetett és amelynek jelentését 2004-ben a román kormány hivatalosan is elfogadta.)

### Hátország és elnyomó intézkedések
Antonescu a görög és örmény kisebbség ellen is rendeleteket hozott, továbbá a Romániában maradt magyar lakosságot is hátrányos megkülönböztetés érte. A Román Királyság területén már 1935-ben törvény határozta meg a vállalkozások és gazdasági társaságok vezetésének, illetve alkalmazottainak román többségét, mely a magyarországi zsidótörvényekkel szemben nemcsak a zsidóság, hanem valamennyi nem-román nép és csoport visszaszorítását célozta. A két világháború közt elviselhetőnek mondható román-magyar együttélés – melyet a jog- és vagyonbiztonság, továbbá a magyar kisebbség politikai képviselete jellemzett – 1940-ben romlott meg jelentősen, amikor a román csendőrség, vasgárdisták és az észak-erdélyi román közigazgatás tagjaiból szerveződő paramilitáris szervezetek több atrocitást követtek el előbb Erdély teljes területén, majd a második bécsi döntés után Dél-Erdélyben, emellett sok magyar férfit hívtak be kötelező munkaszolgálatra.
A román csapatok az 1941-ben birtokba vett területeken nemcsak a zsidósággal, hanem az orosz és ukrán lakossággal szemben is követtek el atrocitásokat. Antonescu ennek igyekezett történelmi hátteret tulajdonítani, Hitler előtt a román nép szlávellenességét és a szlávok faji alsóbbrendűségét hangoztatta.

### Szovjet fennhatóság alatt

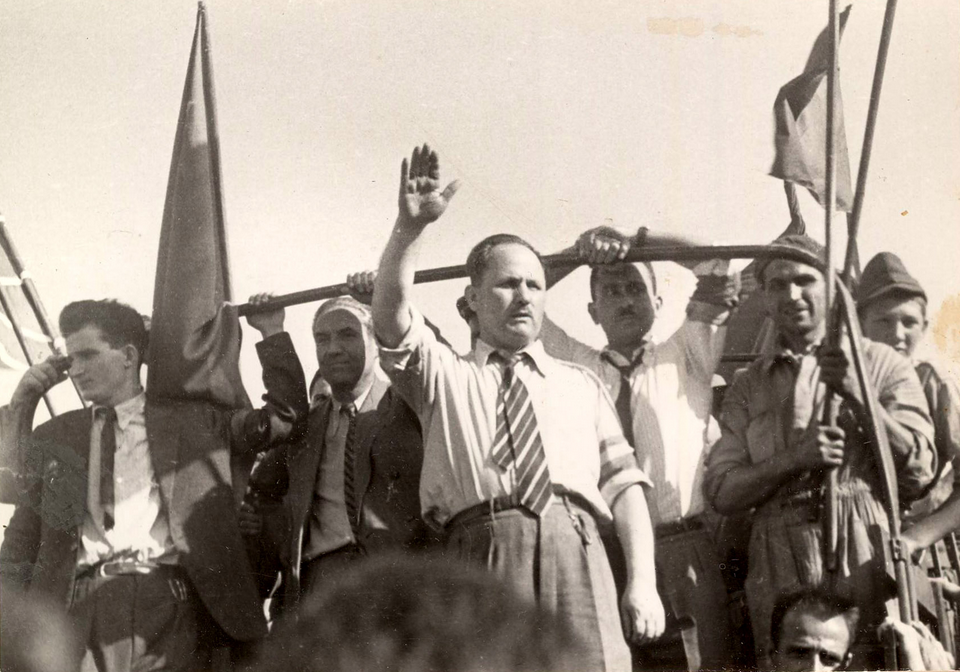
Nicolae Ceaușescu és más kommunisták üdvözlik a Bukarestbe bevonuló Vörös Hadsereget 1944. augusztus 30-án

1944. augusztus 23-án, amikor a szovjet csapatok elérték a román határt, a katonai diktatúra megdőlt. A király vezetésével puccsot hajtottak végre és Románia sikerrel kiugrott a németek szövetségéből. A kiugrást többek között az tette lehetővé, hogy Hitler feltétlenül megbízott Ion Antonescu marsallban, így – ellentétben Magyarországgal – semmilyen kísérletet nem tett egy esetleges kiugrás megakadályozása érdekében. Románia számára a kiugrás megcsillantotta a lehetőséget: ismét megszerezheti Erdélyt, miközben az ennél kevésbé értékes Transznyisztriáról és Besszarábiáról kénytelen lemondani a Szovjetunió javára. Románia szeptember 7-én hadat üzent Magyarországnak. A háborút a szövetségesek oldalán harcolva fejezte be, Észak-Erdély és a Székelyföld ismét Románia részévé vált. 1944–45-ben Magyarországon 27 román hadosztály harcolt a szovjetek oldalán.
A szovjet csapatok a kiugrás ellenére megszállták Romániát, megközelítőleg 130 000 románt (főleg katonákat) letartóztattak és a szibériai lágerekbe deportáltak. 1944. október 31-én a Szövetséges Ellenőrző Bizottság elnökhelyettese, Vinogradov tábornok jegyzéket adott át a román kormánynak azzal a követeléssel, hogy november 10-ig írják össze a Romániában található magyar állampolgárokat, besszarábiai szökevényeket, birodalmi németeket és a „német vagy magyar származású román állampolgárokat.” Ennek következtében, közvetlenül Sztálin parancsára tömegesen vittek munkatáborokba erdélyi magyarokat és németeket. (Ugyanakkor ironikus módon éppen a szovjet katonai közigazgatás akadályozta Észak-Erdélyben a nacionalista erők magyarellenes atrocitásait.)
1945. március 6-án, szovjet nyomásra a Román Kommunista Párt alakított kormányt, azonban a kommunisták alacsony támogatottságuk miatt Petru Groza több baloldali pártot tömörítő koalíciós kormányát használták fel arra, hogy hatalomra kerüljenek. A romániai kommunisták a háborús bűnösök népbíróság elé állítását nemcsak Antonescu és társai megbüntetésére használták fel, hanem saját politikai vetélytársaik, a parasztpártiak és liberálisok félreállítására is.
1947. február 10-én a párizsi békeszerződések visszaállították az 1940 előtti román-magyar határt. 1947. december 30-án a román kommunisták lemondásra kényszerítették I. Mihály királyt, és kikiáltották a népköztársaságot. Néhány nap múlva, 1948. január 3-án a királyt és családjának számos tagját kiutasították az országból.